# Nikola Jović
Nikola Jović (Leicester, 9 de junio de 2003) es un jugador de baloncesto serbio que pertenece a la plantilla de los Miami Heat de la NBA. Con 2,08 metros de altura, juega en la posición de ala-pívot.

## Carrera deportiva

### Primeros años
Jović nació el 9 de junio de 2003 en Leicester, condado de Leicestershire, Inglaterra, donde su padre Ilija jugaba baloncesto de manera profesional. Creció jugando waterpolo para el VK Partizan y no fue hasta los 13 años cuando cambió al baloncesto. Jugó en las categorías inferiores del club KK Sava de Belgrado antes de cambiar de equipo y unirse al KK Mega Basket en 2018. En marzo de 2021, durante el torneo de clasificación para el Euroleague Basketball Next Generation Tournament disputado en Belgrado, Jović tuvo una destacada participación con promedios de 29,3 puntos, 10,3 rebotes, 4,5 asistencias y 1,8 tapones en 28 minutos por partido, incluyendo un 66% en tiros de campo y un 17% en triples, lo que le valió el reconocimiento de MVP del torneo.

### Profesional

#### Serbia
Debutó con el primer equipo del KK Mega Basket en febrero de 2021, durante la Copa Radivoj Korać de 2020-21 en Novi Sad. El 19 de marzo, debutó en la ABA Liga en una derrota 74–65 ante KK Split, anotando 10 puntos y 9 rebotes en 21 minutos de juego. El 10 de junio de 2021, un día después de cumplir 18 años, firmó su primer contrato profesional con Mega.

#### NBA
En octubre de 2021, en una encuesta de los General Managers de la NBA previa al comienzo de la temporada 2021-22, recibió votos en la categoría de mejor jugador internacional que no juega en la NBA. En abril de 2022, declaró su elegibilidad para el Draft de la NBA de ese año. Durante ese mismo mes, fue nombrado como mejor jugador joven de la temporada en la ABA Liga. Finalmente fue elegido en la vigésimo séptima posición del Draft de la NBA de 2022 por Miami Heat.
Debutó en la NBA el 26 de octubre de 2022 ante Portland Trail Blazers, anotando 2 puntos. El 30 de diciembre fue asignado al filial de la NBA G League. Disputó 15 encuentros con el primer equipo en su primera temporada, incluyendo partidos de playoffs y las finales.

## Selección nacional
Jović se perdió el Campeonato Europeo FIBA Sub-16 de 2019 en Údine, Italia por una lesión en su brazo derecho. Pudo ser miembro de la selección nacional serbia Sub-19 que disputó el Campeonato Mundial de 2021. En siete partidos del torneo, promedió 18,1 puntos, 8,3 rebotes y 2,9 asistencias por juego, y fue incluido en el quinteto ideal de la competencia.
En febrero de 2022, Jović hizo su debut con la selección absoluta de Serbia a los 18 años de edad, jugando contra Eslovaquia en las clasificatorias para la Copa Mundial FIBA de 2023 y anotando 13 puntos, 7 rebotes y 3 asistencias.
Durante agosto y septiembre de 2023 fue integrante de la selección de Serbia que participó en el Mundial de 2023 celebrado en Asia, y que ganó la plata, tras perder la final ante Alemania.
Entre julio y agosto de 2024 fue parte de la selección absoluta de Serbia, que disputó los Juegos Olímpicos de París, y que ganó el bronce, tras vencer la final de consolación ante Alemania.

## Estadísticas de su carrera en la NBA

### Temporada regular
| Año     | Equipo | PJ  | PT | MPP  | %TC  | %3P  | %TL  | RPP | APP | ROB | TPP | PPP  |
| ------- | ------ | --- | -- | ---- | ---- | ---- | ---- | --- | --- | --- | --- | ---- |
| 2022-23 | Miami  | 15  | 8  | 13.6 | .406 | .229 | .947 | 2.1 | .7  | .5  | .1  | 5.5  |
| 2023-24 | Miami  | 46  | 38 | 19.5 | .452 | .399 | .702 | 4.2 | 2.0 | .5  | .3  | 7.7  |
| 2024-25 | Miami  | 46  | 10 | 25.1 | .456 | .371 | .828 | 3.9 | 2.8 | .8  | .3  | 10.7 |
| Total   | Total  | 107 | 56 | 21.1 | .450 | .370 | .804 | 3.8 | 2.2 | .7  | .3  | 8.7  |

### Playoffs
| Año   | Equipo | PJ | PT | MPP  | %TC  | %3P  | %TL   | RPP | APP | ROB | TPP | PPP |
| ----- | ------ | -- | -- | ---- | ---- | ---- | ----- | --- | --- | --- | --- | --- |
| 2023  | Miami  | 7  | 0  | 1.8  | .250 | .000 | —     | .7  | .0  | .0  | .0  | .3  |
| 2024  | Miami  | 5  | 5  | 25.7 | .444 | .409 | .857  | 6.6 | 2.2 | 1.0 | .6  | 9.4 |
| 2025  | Miami  | 4  | 0  | 18.8 | .371 | .250 | 1.000 | 4.0 | 1.5 | .8  | .3  | 9.5 |
| Total | Total  | 16 | 5  | 13.5 | .400 | .313 | .923  | 3.4 | 1.1 | .5  | .3  | 5.4 |